# Zheng Muyan
Zheng Muyan (19 de agosto de 2002) es una deportista de China que compite en natación. Ganó una medalla de oro en los Juegos Olímpicos de la Juventud de 2018, en la prueba de 4 × 100 m estilos.